# Мустафа Мадбулі
Мустафа Мадбулі (араб. مصطفى مدبولي, нар. 28 квітня 1966, Каїр, Єгипет) — прем'єр-міністр Єгипту з 14 червня 2018 року. Був призначений президентом Абдель Фаттах Ас-Сісі та став наступником Шерифа Ісмаїла після його відставки по переобранню Сісі. Мадбулі також в єгипетському уряді обіймає посаду міністр житлового будівництва та міського комунального господарства, а також тимчасово виконував обов'язки прем'єр-міністра.

## Кар'єра
Мадбулі закінчив Каїрський університет, отримавши ступінь магістра і доктора філософії від інженерного факультету в 1988 і 1997 роках, відповідно. З вересня 2009 року по листопад 2011 року, Мадбулі був головою Головного управління містобудування при міністерстві житлового будівництва, Комунальні послуги та міський розвиток; він також був виконавчим директором Інституту навчання та містобудування в Дослідницькому центрі житлового будівництва і будівництва при міністерстві житлового будівництва. З листопада 2012 року по лютий 2014 року він був регіональним директором арабських країн в рамках Програми Організації Об'єднаних Націй з населених пунктів. У березні 2014 року він був призначений міністром житлового будівництва під керівництвом прем'єр-міністра Ібрагім Махляб, посаду, яку він продовжував обіймати після призначення Шериф Ісмаїл як прем'єр-міністра у вересні 2015 року. Під час перебування на посаді міністра житла було запроваджено проєкт «мільйонів одиниць житла» що був одним з основних національних проєктів, які вступили в силу після вступу президента Сісі на посаду, хоча проєкт був ідеєю колишнього міністра житлового будівництва Мохамеда Фатхі аль-Барадеї. З політичних і соціальних причин, проєкт, який був запропонований Барадеї в 2011 році, було призупинено під час правління братів-мусульман, і відновлено, коли Мадбулі обійняв посаду. У листопаді 2017 року, Мадбулі був призначений тимчасовим прем'єр-міністром після відїзду Шерифа Ісмаїла до Німеччини на лікування.
7 червня 2018 року, Президент Сісі призначив Мадбулі прем'єр-міністром, наступником Шерифа Ісмаїла, який пішов у відставку після переобрання Сісі на суперечливих Президентських Виборах